# CONCACAF Gold Cup 2013
La CONCACAF Gold Cup 2013, nota anche come Stati Uniti d'America 2013, è stata la 22ª edizione (la 12ª con la formula attuale) di questo torneo di calcio continentale per squadre nazionali maggiori maschili organizzato dalla CONCACAF. Si è disputata negli Stati Uniti d'America dal 7 al 28 luglio 2013.
Gli Stati Uniti hanno vinto il titolo per la quinta volta, battendo il Panama per 1-0 nella finale giocata al Soldier Field di Chicago.
La squadra vincitrice del torneo ha in seguito affrontato in uno spareggio il Messico, vincitore della CONCACAF Gold Cup 2015, per determinare la squadra partecipante alla Confederations Cup 2017. L'incontro, disputatosi il 10 ottobre 2015 al Rose Bowl di Pasadena (California), ha visto prevalere il Messico per 3-2.

## Formula
La formula prevede la formazione, mediante sorteggio, di tre gironi all'italiana (chiamati "gruppi") con partite di sola andata, ciascuno composto da quattro squadre.
Le prime due nazionali classificate di ogni raggruppamento più le due migliori tra le terze classificate accedono alla fase a eliminazione diretta che consiste in un tabellone di tre turni (quarti di finale, semifinali e finale) ad accoppiamenti interamente prestabiliti e con incontri basati su partite uniche ed eventuali tempi supplementari e tiri di rigore in caso di persistenza della parità tra le due contendenti.

## Stadi
| Pasadena         | Arlington | Denver | Miami Gardens | Atlanta           |
| ---------------- | --- | --- | --- | ----------------- |
| Rose Bowl        | AT&T Stadium | Sports Authority Field at Mile High | Hard Rock Stadium | Georgia Dome      |
| Capienza: 92,542 | Capienza: 80,000 | Capienza: 76,125 | Capienza: 74,918 | Capienza: 71,228  |
| Gruppo A         | Semifinali | Gruppo A | Gruppo B | Quarti di finale  |
|                  | | | |                   |
| Baltimora        | Pasadena Seattle Denver Harrison Miami Gardens Houston Portland Sandy East Hartford Atlanta Baltimora Arlington ChicagoCONCACAF Gold Cup 2013 (Stati Uniti d'America) | Pasadena Seattle Denver Harrison Miami Gardens Houston Portland Sandy East Hartford Atlanta Baltimora Arlington ChicagoCONCACAF Gold Cup 2013 (Stati Uniti d'America) | Pasadena Seattle Denver Harrison Miami Gardens Houston Portland Sandy East Hartford Atlanta Baltimora Arlington ChicagoCONCACAF Gold Cup 2013 (Stati Uniti d'America) | Seattle           |
| M&T Bank Stadium | Pasadena Seattle Denver Harrison Miami Gardens Houston Portland Sandy East Hartford Atlanta Baltimora Arlington ChicagoCONCACAF Gold Cup 2013 (Stati Uniti d'America) | Pasadena Seattle Denver Harrison Miami Gardens Houston Portland Sandy East Hartford Atlanta Baltimora Arlington ChicagoCONCACAF Gold Cup 2013 (Stati Uniti d'America) | Pasadena Seattle Denver Harrison Miami Gardens Houston Portland Sandy East Hartford Atlanta Baltimora Arlington ChicagoCONCACAF Gold Cup 2013 (Stati Uniti d'America) | CenturyLink Field |
| Capienza: 71,008 | Pasadena Seattle Denver Harrison Miami Gardens Houston Portland Sandy East Hartford Atlanta Baltimora Arlington ChicagoCONCACAF Gold Cup 2013 (Stati Uniti d'America) | Pasadena Seattle Denver Harrison Miami Gardens Houston Portland Sandy East Hartford Atlanta Baltimora Arlington ChicagoCONCACAF Gold Cup 2013 (Stati Uniti d'America) | Pasadena Seattle Denver Harrison Miami Gardens Houston Portland Sandy East Hartford Atlanta Baltimora Arlington ChicagoCONCACAF Gold Cup 2013 (Stati Uniti d'America) | Capienza: 67,000  |
| Quarti di finale | Pasadena Seattle Denver Harrison Miami Gardens Houston Portland Sandy East Hartford Atlanta Baltimora Arlington ChicagoCONCACAF Gold Cup 2013 (Stati Uniti d'America) | Pasadena Seattle Denver Harrison Miami Gardens Houston Portland Sandy East Hartford Atlanta Baltimora Arlington ChicagoCONCACAF Gold Cup 2013 (Stati Uniti d'America) | Pasadena Seattle Denver Harrison Miami Gardens Houston Portland Sandy East Hartford Atlanta Baltimora Arlington ChicagoCONCACAF Gold Cup 2013 (Stati Uniti d'America) | Gruppo A          |
|                  | Pasadena Seattle Denver Harrison Miami Gardens Houston Portland Sandy East Hartford Atlanta Baltimora Arlington ChicagoCONCACAF Gold Cup 2013 (Stati Uniti d'America) | Pasadena Seattle Denver Harrison Miami Gardens Houston Portland Sandy East Hartford Atlanta Baltimora Arlington ChicagoCONCACAF Gold Cup 2013 (Stati Uniti d'America) | Pasadena Seattle Denver Harrison Miami Gardens Houston Portland Sandy East Hartford Atlanta Baltimora Arlington ChicagoCONCACAF Gold Cup 2013 (Stati Uniti d'America) |                   |
| Chicago          | Pasadena Seattle Denver Harrison Miami Gardens Houston Portland Sandy East Hartford Atlanta Baltimora Arlington ChicagoCONCACAF Gold Cup 2013 (Stati Uniti d'America) | Pasadena Seattle Denver Harrison Miami Gardens Houston Portland Sandy East Hartford Atlanta Baltimora Arlington ChicagoCONCACAF Gold Cup 2013 (Stati Uniti d'America) | Pasadena Seattle Denver Harrison Miami Gardens Houston Portland Sandy East Hartford Atlanta Baltimora Arlington ChicagoCONCACAF Gold Cup 2013 (Stati Uniti d'America) | East Hartford     |
| Soldier Field    | Pasadena Seattle Denver Harrison Miami Gardens Houston Portland Sandy East Hartford Atlanta Baltimora Arlington ChicagoCONCACAF Gold Cup 2013 (Stati Uniti d'America) | Pasadena Seattle Denver Harrison Miami Gardens Houston Portland Sandy East Hartford Atlanta Baltimora Arlington ChicagoCONCACAF Gold Cup 2013 (Stati Uniti d'America) | Pasadena Seattle Denver Harrison Miami Gardens Houston Portland Sandy East Hartford Atlanta Baltimora Arlington ChicagoCONCACAF Gold Cup 2013 (Stati Uniti d'America) | Rentschler Field  |
| Capienza: 61,500 | Pasadena Seattle Denver Harrison Miami Gardens Houston Portland Sandy East Hartford Atlanta Baltimora Arlington ChicagoCONCACAF Gold Cup 2013 (Stati Uniti d'America) | Pasadena Seattle Denver Harrison Miami Gardens Houston Portland Sandy East Hartford Atlanta Baltimora Arlington ChicagoCONCACAF Gold Cup 2013 (Stati Uniti d'America) | Pasadena Seattle Denver Harrison Miami Gardens Houston Portland Sandy East Hartford Atlanta Baltimora Arlington ChicagoCONCACAF Gold Cup 2013 (Stati Uniti d'America) | Capienza: 40,000  |
| Finale           | Pasadena Seattle Denver Harrison Miami Gardens Houston Portland Sandy East Hartford Atlanta Baltimora Arlington ChicagoCONCACAF Gold Cup 2013 (Stati Uniti d'America) | Pasadena Seattle Denver Harrison Miami Gardens Houston Portland Sandy East Hartford Atlanta Baltimora Arlington ChicagoCONCACAF Gold Cup 2013 (Stati Uniti d'America) | Pasadena Seattle Denver Harrison Miami Gardens Houston Portland Sandy East Hartford Atlanta Baltimora Arlington ChicagoCONCACAF Gold Cup 2013 (Stati Uniti d'America) | Gruppo C          |
|                  | Pasadena Seattle Denver Harrison Miami Gardens Houston Portland Sandy East Hartford Atlanta Baltimora Arlington ChicagoCONCACAF Gold Cup 2013 (Stati Uniti d'America) | Pasadena Seattle Denver Harrison Miami Gardens Houston Portland Sandy East Hartford Atlanta Baltimora Arlington ChicagoCONCACAF Gold Cup 2013 (Stati Uniti d'America) | Pasadena Seattle Denver Harrison Miami Gardens Houston Portland Sandy East Hartford Atlanta Baltimora Arlington ChicagoCONCACAF Gold Cup 2013 (Stati Uniti d'America) |                   |
| Harrison         | Houston | Portland | Sandy |                   |
| Red Bull Arena   | BBVA Compass Stadium | Jeld-Wen Field | Rio Tinto Stadium |                   |
| Capienza: 25,189 | Capienza: 22,039 | Capienza: 20,438 | Capienza: 20,213 |                   |
| Gruppo B         | Gruppo B | Gruppo C | Gruppo C |                   |
|                  | | | |                   |

## Squadre partecipanti
| Pr. | Squadra           | Data di qualificazione certa | Partecipante in quanto                           | Ultima presenza          |
| --- | ----------------- | ---------------------------- | ------------------------------------------------ | ------------------------ |
| 1   | Stati Uniti       | 00                           | Nazione ospitante, zona NAFU                     | Stati Uniti 2011         |
| 2   | Messico           | 00                           | Detentore Coppa America CONCACAF 2011, zona NAFU | Stati Uniti 2011         |
| 3   | Canada            | 00                           | Zona NAFU                                        | Stati Uniti 2011         |
| 4   | Cuba              | 14 dicembre 2012             | Vincitrice della Coppa dei Caraibi 2012          | Stati Uniti 2011         |
| 5   | Trinidad e Tobago | 14 dicembre 2012             | 2ª classificata nella Coppa dei Caraibi 2012     | Stati Uniti 2007         |
| 6   | Haiti             | 14 dicembre 2012             | 3ª classificata nelia Coppa dei Caraibi 2012     | Stati Uniti 2009         |
| 7   | Martinica         | 14 dicembre 2012             | 4ª classificata nella Coppa dei Caraibi 2012     | Stati Uniti-Messico 2003 |
| 8   | Costa Rica        | 27 gennaio 2013              | Vincitrice della Coppa centroamericana 2013      | Stati Uniti 2011         |
| 9   | Honduras          | 27 gennaio 2013              | 2ª classificata della Coppa centroamericana 2013 | Stati Uniti 2011         |
| 10  | El Salvador       | 27 gennaio 2013              | 3ª classificata della Coppa centroamericana 2013 | Stati Uniti 2011         |
| 11  | Belize            | 27 gennaio 2013              | 4ª classificata della Coppa centroamericana 2013 | Prima partecipazione     |
| 12  | Panama            | 25 gennaio 2013              | 5ª classificata nella Coppa centroamericana 2013 | Stati Uniti 2011         |

## Sorteggio dei gruppi
| Gruppo A  | Gruppo B          | Gruppo C    |
| --------- | ----------------- | ----------- |
| Canada    | El Salvador       | Belize      |
| Martinica | Haiti             | Costa Rica  |
| Messico   | Honduras          | Cuba        |
| Panama    | Trinidad e Tobago | Stati Uniti |

## Fase a gironi

### Gruppo A
| Squadra   | Pt | G | V | N | P | GF | GS | DR |
| --------- | -- | - | - | - | - | -- | -- | -- |
| Panama    | 7  | 3 | 2 | 1 | 0 | 3  | 1  | +2 |
| Messico   | 6  | 3 | 2 | 0 | 1 | 6  | 3  | +3 |
| Martinica | 3  | 3 | 1 | 0 | 2 | 2  | 4  | -2 |
| Canada    | 1  | 3 | 0 | 1 | 2 | 0  | 3  | -3 |

| Arbitro: | Marcos Brea |

|  |           |                |
|  | Marcatori | 90+3’ Reuperné |

| Arbitro: | Wálter Quesada |

|              |           |                          |
| Fabián 45+2’ | Marcatori | 7’ (rig.), 48’ G. Torres |

| Arbitro: | Armando Castro Oviedo |

|                      |           |  |
| G. Torres 85’ (rig.) | Marcatori |  |

| Arbitro: | Joel Aguilar |

|                                  |           |  |
| R. Jiménez 42’ Fabián 57’ (rig.) | Marcatori |  |

| Denver 14 luglio 2013, ore 15:30 UTC-4 | Panama         | 0 – 0 referto | Canada | Sports Authority Field at Mile High (30.000 spett.)\| Arbitro: \| Wálter Quesada \| |
| Arbitro:                               | Wálter Quesada |               |        |                                                                                     |

| Arbitro: | Mark Geiger |

|                      |           |                                 |
| Parsemain 43’ (rig.) | Marcatori | 21’ Fabián 34’ Montes 90’ Ponce |

### Gruppo B
| Squadra           | Pt | G | V | N | P | GF | GS | DR |
| ----------------- | -- | - | - | - | - | -- | -- | -- |
| Honduras          | 6  | 3 | 2 | 0 | 1 | 3  | 2  | +1 |
| Trinidad e Tobago | 4  | 3 | 1 | 1 | 1 | 4  | 4  | 0  |
| El Salvador       | 4  | 3 | 1 | 1 | 1 | 3  | 3  | 0  |
| Haiti             | 3  | 3 | 1 | 0 | 2 | 2  | 3  | -1 |

| Arbitro: | Marco Rodríguez |

|                |           |                         |
| Zelaya 22’ 69’ | Marcatori | 11’ Daniel 73’ K. Jones |

| Arbitro: | Hugo Alvarado |

|  |           |                              |
|  | Marcatori | 4’ R. Martínez 77’ M. Chávez |

| Arbitro: | Jeffrey Solis Calderón |

|  |           |                 |
|  | Marcatori | 16’ 53’ Maurice |

| Arbitro: | Jair Marrufo |

|              |           |  |
| Claros 90+2’ | Marcatori |  |

| Arbitro: | Javier Santos |

|            |           |  |
| Zelaya 76’ | Marcatori |  |

| Arbitro: | Marco Rodríguez |

|  |           |                                |
|  | Marcatori | 48’ (rig.) K. Jones 67’ Molino |

### Gruppo C
| Squadra     | Pt | G | V | N | P | GF | GS | DR  |
| ----------- | -- | - | - | - | - | -- | -- | --- |
| Stati Uniti | 9  | 3 | 3 | 0 | 0 | 11 | 2  | +9  |
| Costa Rica  | 6  | 3 | 2 | 0 | 1 | 4  | 1  | +3  |
| Cuba        | 3  | 3 | 1 | 0 | 2 | 5  | 7  | -2  |
| Belize      | 0  | 3 | 0 | 0 | 3 | 1  | 11 | -10 |

| Arbitro: | Elmer Bonilla |

|                               |           |  |
| Barrantes 55’ 77’ Arrieta 71’ | Marcatori |  |

| Arbitro: | Héctor Rodríguez |

|             |           |                                                                  |
| Gaynair 40’ | Marcatori | 12’ 37’ 41’ Wondolowski 58’ Holden 72’ Orozco 76’ (rig.) Donovan |

| Arbitro: | David Gantar |

|                                                     |           |             |
| Donovan 45+2’ (rig.) Corona 57’ Wondolowski 66’ 85’ | Marcatori | 36’ Alfonso |

| Arbitro: | Enrico Wijngaarde |

|                  |           |  |
| Eiley 46’ (aut.) | Marcatori |  |

| Arbitro: | Enrico Wijngaarde |

|                                      |           |  |
| Martínez 38’, 61’, 84’ Márquez 90+2’ | Marcatori |  |

| Arbitro: | Courtney Campbell |

|          |           |  |
| Shea 82’ | Marcatori |  |

### Confronto terze classificate
| Gr. | Squadra     | Pt | G | V | N | P | GF | GS | DR |
| --- | ----------- | -- | - | - | - | - | -- | -- | -- |
| B   | El Salvador | 4  | 3 | 1 | 1 | 1 | 3  | 3  | 0  |
| C   | Cuba        | 3  | 3 | 1 | 0 | 2 | 5  | 7  | -2 |
| A   | Martinica   | 3  | 3 | 1 | 0 | 2 | 2  | 4  | -2 |

## Fase a eliminazione diretta

### Tabellone
|  | Quarti di finale  | Quarti di finale  | Quarti di finale |             |          | Semifinali | Semifinali | Semifinali |  |  | Finale | Finale | Finale |  |
|  |                   |                   |                  |             |          |            |            |            |  |  |        |        |        |  |
|  | Messico           | Messico           | 1                |             |          |            |            |            |  |  |        |        |        |  |
|  | Messico           | Messico           | 1                |             |          |            |            |            |  |  |        |        |        |  |
|  | Trinidad e Tobago | Trinidad e Tobago | 0                |             |          |            |            |            |  |  |        |        |        |  |
|  | Trinidad e Tobago | Trinidad e Tobago | 0                |             | Messico  | Messico    | 1          |            |  |  |        |        |        |  |
|  |                   |                   |                  |             | Messico  | Messico    | 1          |            |  |  |        |        |        |  |
|  |                   |                   | Panama           | Panama      | 2        |            |            |            |  |  |        |        |        |  |
|  | Panama            | Panama            | Panama           | Panama      | 2        | 6          |            |            |  |  |        |        |        |  |
|  | Panama            | Panama            |                  |             |          |            |            |            |  |  |        |        |        |  |
|  | Cuba              | Cuba              | 1                |             |          |            |            |            |  |  |        |        |        |  |
|  | Cuba              | Cuba              | 1                |             | Panama   | Panama     | 0          |            |  |  |        |        |        |  |
|  |                   |                   |                  |             |          |            |            |            |  |  |        |        |        |  |
|  |                   |                   | Stati Uniti      | Stati Uniti | 1        |            |            |            |  |  |        |        |        |  |
|  | Honduras          | Honduras          | Stati Uniti      | Stati Uniti | 1        | 1          |            |            |  |  |        |        |        |  |
|  | Honduras          | Honduras          |                  |             |          |            |            |            |  |  |        |        |        |  |
|  | Costa Rica        | Costa Rica        | 0                |             |          |            |            |            |  |  |        |        |        |  |
|  | Costa Rica        | Costa Rica        | 0                |             | Honduras | Honduras   | 1          |            |  |  |        |        |        |  |
|  |                   |                   |                  |             | Honduras | Honduras   | 1          |            |  |  |        |        |        |  |
|  |                   |                   | Stati Uniti      | Stati Uniti | 3        |            |            |            |  |  |        |        |        |  |
|  | Stati Uniti       | Stati Uniti       | Stati Uniti      | Stati Uniti | 3        | 5          |            |            |  |  |        |        |        |  |
|  | Stati Uniti       | Stati Uniti       |                  |             |          |            |            |            |  |  |        |        |        |  |
|  | El Salvador       | El Salvador       | 1                |             |          |            |            |            |  |  |        |        |        |  |

### Quarti di finale
| Arbitro: | Enrico Wijngaarde |

|                |           |  |
| R. Jiménez 84’ | Marcatori |  |

| Arbitro: | Mark Geiger |

|                                                                          |           |             |
| G. Torres 25’ (rig.), 37’ C. Rodríguez 68’ B. Pérez 78’, 88’ Jiménez 85’ | Marcatori | 21’ Alfonso |

| Arbitro: | Enrico Wijngaarde |

|                                                             |           |                   |
| Goodson 21’ Corona 29’ Johnson 60’ Donovan 78’ Diskerud 83’ | Marcatori | 39’ (rig.) Zelaya |

| Arbitro: | Courtney Campbell |

|           |           |  |
| Najar 49’ | Marcatori |  |

### Semifinali
| Arbitro: | Courtney Campbell |

|            |           |                            |
| Montes 26’ | Marcatori | 13’ B. Pérez 60’ R. Torres |

| Arbitro: | Walter Quesada |

|                              |           |            |
| Johnson 11’ Donovan 27’, 53’ | Marcatori | 52’ Medina |

### Finale
| Arbitro: | Joel Aguilar |

|          |           |  |
| Shea 69’ | Marcatori |  |

| Stati Uniti | Panama |

| Stati Uniti (4-4-1-1):        |    |                      |       |     |
|                               |    |                      |       |     |
| POR                           | 1  | Nick Rimando         |       |     |
| DS                            | 15 | Michael Parkhurst    |       |     |
| DC                            | 25 | Matt Besler          |       |     |
| DC                            | 21 | Clarence Goodson     |       |     |
| DD                            | 7  | DaMarcus Beasley (c) |       |     |
| CC                            | 14 | Kyle Beckerman       |       |     |
| CC                            | 11 | Stuart Holden        |       | 23’ |
| CD                            | 20 | Alejandro Bedoya     | 63’   | 89’ |
| CS                            | 6  | Joe Corona           |       | 68’ |
| COFF                          | 10 | Landon Donovan       |       |     |
| AC                            | 26 | Eddie Johnson        | 90’   |     |
| Sostituzioni:                 |    |                      |       |     |
| C                             | 8  | Mikkel Diskerud      |       | 23’ |
| C                             | 23 | Brek Shea            | 90+4’ | 68’ |
| D                             | 24 | Omar Gonzalez        |       | 89’ |
| CT:                           |    |                      |       |     |
| Andreas Herzog Martín Vásquez |    |                      |       |     |

| Panama (4-4-2):   |    |                   |       |     |
|                   |    |                   |       |     |
| POR               | 1  | Jaime Penedo      |       |     |
| DD                | 2  | Leonel Parris     | 90+1’ |     |
| DC                | 23 | Roberto Chen      |       |     |
| DC                | 5  | Román Torres (c)  |       |     |
| DS                | 4  | Carlos Rodríguez  |       |     |
| CD                | 8  | Marcos Sánchez    |       |     |
| CC                | 6  | Gabriel Gómez     |       | 74’ |
| CC                | 20 | Aníbal Godoy      |       |     |
| CS                | 19 | Alberto Quintero  |       |     |
| AD                | 7  | Blas Pérez        |       |     |
| AS                | 9  | Gabriel Torres    |       | 64’ |
| Sostituzioni:     |    |                   |       |     |
| C                 | 18 | Jairo Jiménez     | 90+4’ | 64’ |
| A                 | 16 | Rolando Blackburn |       | 74’ |
| CT:               |    |                   |       |     |
| Julio Dely Valdés |    |                   |       |     |

## Premi
| Miglior giocatore | Miglior portiere | Capocannoniere                                    |
| ----------------- | ---------------- | ------------------------------------------------- |
| Landon Donovan    | Jaime Penedo     | Landon Donovan, Gabriel Torres, Chris Wondolowski |

## Statistiche

### Classifica marcatori
5 reti
- Gabriel Torres (3 rig.)

- Chris Wondolowski

- Landon Donovan (2 rig.)

4 reti
- Rodolfo Zelaya (1 rig.)

3 reti
- Ariel Martínez

- Marco Fabián (1 rig.)

- Blas Pérez

2 reti
- Michael Barrantes
- José Ciprian Alfonso
- Jean-Eudes Maurice

- Luis Montes
- Raúl Jiménez
- Kenwyne Jones (1 rig.)

- Brek Shea
- Eddie Johnson
- Joe Corona

1 rete
- Ian Gaynair
- Jairo Arrieta
- Yénier Márquez
- Andy Najar
- Jorge Claros

- Marvin Chávez
- Rony Martínez
- Nery Medina
- Fabrice Reuperné
- Kévin Parsemain

- Miguel Ángel Ponce
- Carlos Gabriel Rodríguez
- Jairo Jiménez
- Román Torres
- Clarence Goodson

- Michael Orozco
- Mikkel Diskerud
- Stuart Holden
- Keon Daniel
- Kevin Molino

Autoreti
- Kevin Molino (1, pro  Costa Rica)

### Record
- Gol più veloce:  Rony Martínez (Haiti—Honduras, fase a gironi, 8 luglio, 4º minuto)
- Gol più lento:  Fabrice Reuperné (Canada-Martinica, partita inaugurale, fase a gironi, 7 luglio, 90+3º minuto)
- Primo gol:  Fabrice Reuperné (Canada-Martinica, partita inaugurale, fase a gironi, 7 luglio, 90+3º minuto)
- Ultimo gol:  Brek Shea (Stati Uniti-Panama, finale, 16 luglio, 69º minuto)
- Miglior attacco:  Stati Uniti (20 reti segnate)
- Peggior attacco:  Canada (0 reti segnate)
- Miglior difesa:  Costa Rica (2 reti subite)
- Peggior difesa:  Cuba (13 reti subite)
- Miglior differenza reti:  Stati Uniti (+9)
- Partite con il maggior numero di gol:  Belize- Stati Uniti 1-6 (fase a gironi, 9 luglio) e  Panama- Cuba 6-1 (quarti di finale, 20 luglio) (7 gol)
- Partite con il maggior scarto di gol:  Belize- Stati Uniti 1-6 (fase a gironi, 9 luglio) e  Panama- Cuba 6-1 (quarti di finale, 20 luglio) (5 gol di scarto)

## Controversie
Il 12 luglio la CONCACAF ha deciso di aprire un'inchiesta in relazione alla partita del 9 luglio tra Stati Uniti e Belize, in quanto due giocatori della Nazionale centroamericana, Ian Gaynair e Woodrow West, avrebbero denunciato un tentativo di corruzione da parte degli statunitensi, che avrebbero avvicinato i calciatori beliziani due giorni prima della partita, finita poi 6-1 per gli USA.